# 1868
1868 (MDCCCLXVIII) var ett skottår som började en onsdag i den gregorianska kalendern och ett skottår som började en måndag i den julianska kalendern.

## Händelser

### Januari
- 4 januari – Japan avskaffar shogunatet.[1]

### Februari
- Februari–juni – Amerikanska soldater landstiger i Japan för att skydda amerikanska intressen under inbördeskriget.[2]
- 7–26 februari – Amerikanska soldater landstiger i Uruguay för att skydda utlänningar under uppror i Montevideo.[2]

### Mars
- 12 mars – Basutoland ställs under brittiskt beskydd.[3]

### April
- April – USA-soldater landstiger i Aspinwal i Colombia för att skydda resenärer och skatter under frånvaron av lokala poliser eller militär då Colombias president avlidit.[2]
- 17 april - Folkhögskolan Hvilan grundades den 17 april i Åkarp och är landets äldsta folkhögskola. Under hösten 1868 anlände eleverna till de tre folkhögskolorna som alla firar 150 år 2018: Folkhögskolan Hvilan, Önnestads folkhögskola och Lunnevads folkhögskola.

### Maj
- Maj – Lunds universitet firar med stor pompa sitt 200-årsjubileum.

### Juni
- 22 juni – Arkansas återinträder i den amerikanska unionen.[4]
- 25 juni – Florida.[5], Louisiana [6], North Carolina [7] och South Carolina [8] återinträder i den amerikanska unionen.

### Juli
- 1 juli – Världens första kabelspårväg, West Side and Yonkers Patent Railway, öppnas i New York.
- 14 juli – Den första internationella roddarregattan i Norden hålls i Helsingborg.
- 25 juli – Wyomingterritoriet skapas i USA.

### September
- September – Drottning Isabella II av Spanien avsätts och går i exil.
- 19 september – Dalslands kanal i Sverige står färdig.[9]

### November
- 1 november – Önnestads folkhögskola, en av landets äldsta folkhögskolor, grundas.

Nya Zeeland vrider klockan en timme tillbaka.

- 2 november – Nya Zeeland inför officiellt nationell normaltid.

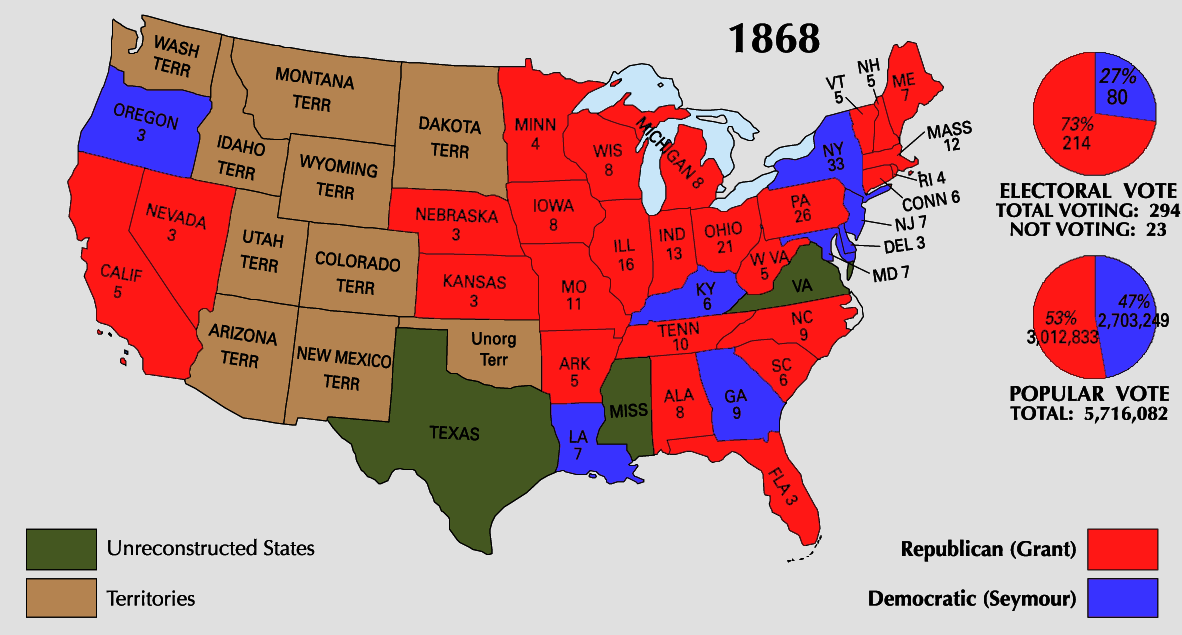
Presidentval i USA.

- 3 november – Republikanen Ulysses S. Grant besegrar demokraten Horatio Seymour vid presidentvalet i USA.
- 11 november – Den nederländska diplomaten Dirk de Graeff van Polsbroek sluter det första handelsfördraget mellan Sverige-Norge och Japan.
- 30 november – Karl XII-statyn avtäcks i Kungsträdgården i Stockholm på kungens dödsdag. Skulpturen är utförd av Johan Peter Molin.

### December
- 9 december – Världens första trafikljus i korsningen mellan Great George Street och Bridge Streets Londons borough Westminster i England, Storbritannien.[10]

### Okänt datum
- Persiska och franska arkitekter börjar arbeta på en utvecklingsplan för Teheran, som uppskattningsvis detta år har 155 000 invånare, av vilka cirka 8 000 är militärer och 17 000 tjänstefolk och hembiträden.[11]
- I Sverige utkommer "Folkskolans läsebok".
- Den svenska konventikelförordningen upphävs och det första svenska kyrkomötet hålls.
- I Sverige avskaffas prygelstraff i krigstid.[12]
- Svenska Läsebok för folkskolan ges ut. Den kommer att forma generationer av svenska skolbarn och har utarbetats av historieprofessorn och ecklesiastikministern F.F. Carlson.
- Järnverket i Munkfors, Sandvikens Jernverk AB, byggs, vilket blir det första svenska järnverket där martinprocessen tillämpas.
- En ordningsstadga för Sveriges städer utfärdas, vari bland annat bestäms, att svinmat, döda djur och sopor inte längre får kastas i vattendrag eller på gator och torg.
- Borlunda kyrka uppförs.
- Skrivmaskinen uppfinns av Christopher Scholes.[13]
- Marie Goegg-Pouchoulin grundar den första kvinnorättsrörelsen i Schweiz, Association internationale des femmes, som också blev världens första internationella kvinnoorganisation.

## Födda

### Första kvartalet

#### Januari
- 3 januari – Isidor Behrens, grundare av Allmänna Idrottsklubben. (död 1951)
- 11 januari – William P. Jackson, amerikansk republikansk politiker, senator 1912–1914. (död 1939)
- 23 januari – Juventino Rosas, mexikansk-kubansk kompositör. (död 1894)
- 29 januari – Leonard Typpö, finländsk diktare, riksdagsman och lantbrukare. (död 1922)

#### Februari
- 3 februari – William J. Harris, amerikansk demokratisk politiker, senator 1919–1932. (död 1932)
- 7 februari – Johan Throne Holst, norsk företagsledare, grundare av Freia och Marabou. (död 1946)
- 23 februari – Anna Hofman-Uddgren, svensk skådespelare, varietéartist, manusförfattare, teaterledare och regissör. (död 1947)
- 27 februari – George Frederic Still, engelsk barnläkare. (död 1941)

#### Mars
- 17 mars – Nathan E. Kendall, amerikansk republikansk politiker, kongressledamot 1909–1913, guvernör i Iowa 1921–1925. (död 1936)
- 22 mars – Vydūnas, litauisk filosof och författare. (död 1953)
- 26 mars – Sven Nyblom, svensk regissör, översättare av opera- och operettlibretton och operasångare (tenor). (död 1931)
- 28 mars – Cuno Amiet, schweizisk målare. (död 1961)

### Andra kvartalet

#### April
- 1 april – Edmond Rostand, fransk författare. (död 1918)
- 3 april – Elijah S. Grammer, amerikansk republikansk politiker och affärsman, senator 1932–1933. (död 1936)
- 7 april – Herman Lundborg, svensk läkare och rasbiolog. (död 1943)
- 14 april – Peter Behrens, tysk arkitekt. (död 1940)
- 16 april – Spottiswoode Aitken, amerikansk skådespelare. (död 1933)
- 20 april – Charles Maurras, fransk författare. (död 1952)
- 22 april
  - Miles Poindexter, amerikansk politiker och jurist, senator 1911–1923. (död 1946)
  - Egil Unander-Scharin, svensk industriman och affärsman. (död 1910)

#### Maj
- 1 maj – Fredrik Karl av Hessen, tysk prins, vald men aldrig tillträdd kung av Finland 1918. (död 1940)
- 6 maj – Gaston Leroux, fransk författare, skrev Fantomen på Operan. (död 1927)
- 17 maj – Horace Elgin Dodge, amerikansk bilindustripionjär. (död 1920)
- 18 maj – Nikolaj II, rysk tsar. (död 1918)
- 21 maj – Walter Welford, amerikansk politiker, guvernör i North Dakota 1935–1937. (död 1952)

#### Juni
- 4 juni – Thomas F. Bayard Jr., amerikansk demokratisk politiker, senator 1922–1929. (död 1943)
- 5 juni – William W. Brandon, amerikansk demokratisk politiker, guvernör i Alabama 1923–1927. (död 1934)
- 7 juni – Carl Browallius, svensk skådespelare. (död 1944)
- 18 juni – Miklós Horthy, österrikisk-ungersk sjömililtär, Ungerns statschef 1920–1944. (död 1957)
- 28 juni – John F. Nugent, amerikansk demokratisk politiker, senator 1918–1921. (död 1931)
- 30 juni – Lauri Ingman, finländsk statsminister 1918–1919 och 1924–1925 samt ärkebiskop i Evangelisk-lutherska kyrkan i Finland 1930–1934. (död 1934)

### Tredje kvartalet

#### Juli
- 4 juli – Albert H. Roberts, amerikansk demokratisk politiker, guvernör i Tennessee 1919–1921. (död 1946)
- 9 juli – Gustav Noske, tysk politiker. (död 1946)
- 10 juli – Aleksandr Lukomskij, rysk militär. (död 1939)
- 12 juli – Stefan George, tysk poet. (död 1933)
- 17 juli – Carl Schedin, svensk lantbrukare och politiker (bondeförbundare). (död 1948)
- 24 juli – Alfred Buri, schweizisk konstnär. (död 1915)

#### Augusti
- 3 augusti – Levi Rickson, svensk författare, kompositör, journalist och textförfattare. (död 1967)
- 10 augusti
  - Hugo Eckener, tysk ingenjör. (död 1954)
  - Carl Deurell, svensk skådespelare. (död 1962)
- 11 augusti – Joseph Nicolas, fransk läkare. (död 1960)
- 31 augusti – Ludwig Pick, tysk patolog. (död 1944)

#### September
- 6 september – Axel Hägerström, svensk filosof. (död 1939)
- 11 september – Henry J. Allen, amerikansk republikansk politiker, guvernör i Kansas 1919–1923, senator 1929–1930. (död 1950)
- 13 september – Christian Ericsson i Funäsdalen, svensk tullvaktmästare och socialdemokratisk riksdagspolitiker. (död 1944)
- 17 september – Emil Kléen, svensk författare och journalist. (död 1898)
- 25 september – Kristian Birch-Reichenwald Aars, norsk filosofisk och naturvetenskaplig författare. (död 1917)
- 27 september – Abraham Buschke, tysk läkare. (död 1943)

### Fjärde kvartalet

#### Oktober
- 18 oktober – Ernst Didring, svensk författare. (död 1931)

#### November
- 6 november – John Forsell, svensk baryton, hovsångare och operachef. (död 1941)
- 10 november – Gichin Funakoshi, japansk karatemästare. (död 1957)
- 22 november – John Nance Garner, amerikansk demokratisk politiker, USA:s vicepresident 1933–1941. (död 1967)

#### December
- 5 december – Arnold Sommerfeld, tysk fysiker. (död 1951)
- 9 december – Fritz Haber, tysk kemist, nobelpristagare. (död 1934)
- 29 december – Ida Högstedt, svensk författare. (död 1924)

## Avlidna

### Första kvartalet

#### Januari
- 3 januari – Moritz Hauptmann, 75, tysk musikteoretiker och tonsättare.
- 12 januari – Frederick Steele, 48, amerikansk militär, nordstatsgeneral.

#### Februari
- 7 februari – Fabian Wilhelm af Ekenstam, 81, svensk lektor och präst.
- 11 februari – Léon Foucault, 48, fransk fysiker.
- 29 februari – Ludvig I, 81, kung av Bayern.

#### Mars
- 1 mars – Herman Wilhelm Bissen, 69, dansk skulptör.
- 4 mars – Richard H. Bayard, 71, amerikansk diplomat, jurist och politiker, senator 1836–1839 och 1841–1845.
- 16 mars – David Wilmot, 54, amerikansk politiker och jurist.
- 28 mars – James T. Brudenell, 70, brittisk general, känd för "Lätta brigadens anfall".

### Andra kvartalet

#### April
- 3 april – Franz Berwald, 71, svensk tonsättare.
- 25 april – William Cabell Rives, 74, amerikansk politiker och diplomat.

#### Maj
- 13 maj – Ernst Linder den äldre, 30, finländsk godsägare, kommunalpolitiker och chefredaktör.

#### Juni
- 1 juni – James Buchanan, 77, amerikansk jurist och demokratisk politiker, USA:s ambassadör i Ryssland 1832–1833 och i Storbritannien 1853–1856, senator för Pennsylvania 1834–1845, utrikesminister 1845–1849 och president 1857–1861.
- 8 juni – Sofia Ahlbom, 64, svensk tecknare, gravör, litograf, fotograf, kartograf och författare.

### Tredje kvartalet

#### Juli
- 16 juli – Johan Ernst Rietz, 52, svensk språkforskare.

#### Augusti
- 1 augusti – Pierre-Julien Eymard, 57, fransk romersk-katolsk präst och ordensgrundare, helgon.
- 17 augusti – Carl Otto Mörner, 87, svensk friherre och militär.
- 27 augusti
  - Franz Xaver Schnyder von Wartensee, 82, schweizisk tonsättare och skriftställare.
  - David Lowry Swain, 67, amerikansk politiker, guvernör i North Carolina 1832–1835.

#### September
- 27 september – Alexander Walewski, 58, fransk politiker och ambassadör.

### Fjärde kvartalet

#### Oktober
- 9 oktober – Howell Cobb, 53, amerikansk politiker och general.

#### November
- 13 november – Gioacchino Rossini, 76, italiensk kompositör av bland annat Barberaren i Sevilla.
- 30 november – August Blanche, 57, svensk författare.

#### December
- 6 december – August Schleicher, 47, tysk språkforskare.
- 14 december – Walter Lowrie, 84, skotsk-amerikansk politiker.

### Fotnoter
1. ↑  ”World Statesmen”. http://www.worldstatesmen.org/Japan.htm.
2. 1 2 3  ”USA:s militära insatser i utlandet 1798-2004”. Arkiverad från originalet den 9 december 2013. https://web.archive.org/web/20131209174005/http://www.history.navy.mil/library/online/forces.htm. Läst 30 januari 2011.
3. ↑  ”Lesotho” (på engelska). World Statesmen. http://www.worldstatesmen.org/Lesotho.htm. Läst 23 september 2012.
4. ↑  ”World Statesmen (läst 3 april 2011)”. http://www.worldstatesmen.org/US_states_A-D.html#Arkansas.
5. ↑  ”World Statesmen (läst 3 april 2011)”. http://www.worldstatesmen.org/US_states_F-K.html#Florida.
6. ↑  ”World Statesmen (läst 3 april 2011)”. http://www.worldstatesmen.org/US_states_L-M.html#Louisiana.
7. ↑  ”Carolina World Statesmen (läst 3 april 2011)”. http://www.worldstatesmen.org/US_states_N.html#North.
8. ↑  ”World Statesmen (läst 3 april 2011)”. http://www.worldstatesmen.org/US_states_S-U.html#South-Carolina.
9. ↑  ”Sveriges och Norges kanaler”. Arkiverad från originalet den 15 augusti 2015. https://web.archive.org/web/20150815074005/http://www.sverigesochnorgeskanaler.com/kanaler/sv/dalslands-kanal.
10. ↑  ”bbc.co.uk”. http://www.bbc.co.uk/nottingham/content/articles/2009/07/16/john_peake_knight_traffic_lights_feature.shtml.
11. ↑  ”Moderniseringen av huvudstäderna”. 17 februari 2011. Arkiverad från originalet den 17 november 2012. https://web.archive.org/web/20121117192940/http://www.professor-reza.com/en/archives/269. Läst 26 september 2011.
12. ↑  ”Femton meter historia”. Arkiverad från originalet den 24 maj 2012. https://archive.is/20120524195948/http://www.sfd2010.se/index.php/slaktforskardagarna/aktiviteter/338-femton-meter-historia.html.
13. ↑  Sverige 1900-talet – Från gåspenna till tangentbord, NE, Bra Böcker, 2000